# Carena Schlewitt
Carena Schlewitt (* 1961 in Leipzig) ist eine deutsche Theaterwissenschaftlerin. Seit 2018 ist sie die Intendantin des Europäischen Zentrums der Künste Hellerau. Zu ihren Schwerpunkten gehören neben der Begleitung und Entwicklung der freien Theaterszene in Deutschland und in der Schweiz die Auseinandersetzungen des Theaters mit den Transformationsprozessen in Ostdeutschland u. Osteuropa, die Entwicklung des internationalen Performancetheaters sowie das Verhältnis Theater und öffentlicher Raum.

## Werdegang
Schlewitt wuchs in Bad Lausick in Sachsen auf und ging 1980 zum Studium der Theaterwissenschaften an die Humboldt-Universität Berlin, wo sie unter Ernst Schumacher, Rudolf Münz und Joachim Fiebach ein Diplom ablegte. Zu ihren Kommilitonen gehörten u. a. Stephan Göritz und Bert Koß. Im Anschluss arbeitete sie von 1985 bis 1993  als wissenschaftliche Mitarbeiterin der Abteilung Darstellende Kunst an der Akademie der Künste in Ost-Berlin, in einer Zeit, in der die gesellschaftlichen Veränderungen in Osteuropa auch auf die Theaterarbeit der DDR einwirkten.
Bis 1999 arbeitete Carena Schlewitt am Produktionshaus Podewil in Berlin, wo sie unter anderem 1996 das Freie-Szene-Festival "reich & berühmt" mitbegründete. In dieser Zeit arbeitete sie auch für das Festival Theater der Welt, das 1999 in Berlin stattfand. In den Jahren 1999 bis 2003 wirkte sie als Dramaturgin und stellvertretende künstlerische Leiterin am Forum Freies Theater in Düsseldorf,  wo sie u. a. das Projekt „city mapping“ für das Festival Theater der Welt 2002 in Düsseldorf kuratierte, gefolgt von der Position als Theaterkuratorin und stellvertretende künstlerische Leiterin am Theater Hebbel am Ufer in Berlin bis 2008. Dort war sie wesentlich an der Entwicklung des 100 Grad Berlin Festivals für die Freie Szene beteiligt und kuratierte mehrere internationale Festivals, u. a. 2007 das Festival „Umweg über China“.
2008 ging sie für zehn Jahre als Direktorin an die Kaserne Basel, ein Kulturzentrum für die freie Theater-, Tanz- und Performanceszene, das sie vor der drohenden Schließung bewahrte. Von 2012 bis 2018 leitete sie außerdem das nach vier Jahren Pause wiederbelebte internationale Theaterfestival in Basel.
Seit der Spielzeit 2018/2019 wurde sie als künstlerische Leiterin des Europäischen Zentrums der Künste in Hellerau unter Vertrag genommen, was ihr die Gelegenheit gab, in ihre Heimatregion zurückzukehren.
Schlewitt war Mitglied verschiedener Jurys, darunter für das Festival „Impulse“, für das deutsch-polnische Expertengremium und das Programm „Doppelpass“ der Kulturstiftung des Bundes, für die „Swiss-Chinese Cultural Explorations“ der Stiftung Pro Helvetia, für die Schweizer Tanztage 2011 und für die Fachkommission der Schweizer Kulturstiftung Pro Helvetia. Sie ist Kuratoriumsmitglied beim Fonds Darstellende Künste. 2020 gehörte sie zu den Initiatoren der Initiative GG 5.3 Weltoffenheit.
Schlewitt ist mit dem Systemtheoretiker Dirk Baecker in zweiter Ehe verheiratet.

## Auszeichnungen
- 2006: Verdienstkreuz der Republik Polen in Gold „für Verdienste um die Förderung des polnischen Theaters“[1][8]
- 2017: Kulturpreis der Stadt Basel[9]
- 2019: Künstlerinnenpreis des Landes Nordrhein-Westfalen (Hauptpreis)[10]

## Publikationen
- mit Barbara Büscher: Freies Theater: deutsch-deutsche Materialien. Hrsg.: Kulturpolitische Gesellschaft. Hagen 1991, ISBN 3-923064-56-X.
- Beitrag zur Geschichte des DDR-Theaters. In: Dragan Klaic, Niederländisches Theaterinstitut (Hrsg.): The Dissident Muse, Critical Theatre in Eastern and Central Europe 1945-1989. 1995 ((unveröffentlichte Studie)).
- Panzerkreuzer Potemkin und andere Geschichten. Festival alternativer Theater in Krakau. In: Theater der Zeit. Nr. 7, 1998.
- Musikalische Virtuosität in einer offenen Konstruktion. Oikos Gardzienice – a given place in a given time, Zur Arbeit des Zentrums für Theaterpraktiken Gardzienice (Polen). In: Theater der Welt/Theater der Zeit (Arbeitsbuch). Berlin 1999.
- L`explosion après l`agonie? (= Alternatives théatrales. Nr. 64). Festival d`Avignon, Avignon 2000.
- Veränderte Topographie des deutschen Theaters nach 1989. In: Roland Berbig (Hrsg.): Zersammelt : die inoffizielle Literaturszene der DDR nach 1990 : eine Bestandsaufnahme. Theater der Zeit, Berlin 2001, ISBN 3-934344-05-4, S. 148–159.
- Polski Express. Ein Streifzug durch Geschichte und Gegenwart des polnischen Theaters. In: Kirsten Hehmeyer, Matthias Pees, Katrin Dod (Hrsg.): Import Export : Arbeitsbuch zum HAU Berlin. Theater der Zeit, Berlin 2012, ISBN 978-3-942449-40-3, S. 100–109.
- Kreatives Europa?! – Was Künstlerinnen und Künstler Europa geben. (Tagungsvortrag). In: Friedrich-Ebert-Stiftung (Hrsg.): Europa kreativ? Anforderungen an eine europäische Kulturpolitik. (Dokumentation der Fachtagung des Forum Berlin der Friedrich-Ebert-Stiftung am 27. Juni 2014). Berlin 2015, ISBN 978-3-95861-017-0, S. 10–16 (Online via library.fes.de [PDF]).
- Redet miteinander! In: Norbert Sievers,  Tobias J. Knoblich, Patrick S. Föhl (Hrsg.): Kultur.Macht.Einheit? – Kulturpolitik als Transformationspolitik (= Institut für Kulturpolitik der Kulturpolitischen Gesellschaft [Hrsg.]: Jahrbuch für Kulturpolitik. Nr. 15). Transkript Verlag, Bonn 2016, S. 335–340.
- Wand an Wand, Die DDR, Europa und Hellerau. In: Dresdner Geschichtsverein (Hrsg.): Dresden in Europa – Europa in Dresden (= Dresdner Hefte. Nr. 138). Dresden 2019, S. 50–57.
- Kippfiguren im Dialog mit dem Publikum. In: Cie Yan Duyvendak, Mimos – Schweizer Theaterjahrbuch 2019, Peter Lang Verlag

Herausgeberschaften
- Heiner Müller „Der Lohndrücker 1987/88“. In: Dokumentation 2. Akademie der Künste der DDR, Berlin 1990.
- mit Tobias Brenk, Boris Nikitin (Hrsg.): Dokument, Fälschung, Wirklichkeit : Materialband zum zeitgenössischen Dokumentarischen Theater. Theater der Zeit, Berlin 2014, ISBN 978-3-943881-84-4.
- mit Boris Nikitin, Tobias Brenk (Hrsg.): Dokument, Fälschung, Wirklichkeit: Materialband zum zeitgenössischen dokumentarischen Theater. Theater der Zeit, Berlin 2014, ISBN 978-3-943881-84-4.
- mit Dagmar Walser, Tobias Brenk: Echoraum Kaserne Basel Chronik eines Jahrzehnts. 1. Auflage. Christoph Merian Verlag, Basel 2018, ISBN 978-3-85616-873-5.